# Rambluzin-et-Benoite-Vaux
Rambluzin-et-Benoite-Vaux est une commune française située dans le département de la Meuse, en région Grand Est.

## Géographie

### Hydrographie
La commune est traversée par la ligne de partage des eaux entre les bassins versants de la Meuse et de la Seine au sein respectivement du bassin Rhin-Meuse et du bassin Seine-Normandie. Elle est drainée par le ruisseau de Recourt, le ruisseau des Moines et le ruisseau de la Vignée,.
Le ruisseau de Recourt, d'une longueur de 13 km, prend sa source dans la commune de Heippes et se jette  dans la Meuse à Tilly-sur-Meuse, après avoir traversé cinq communes. 

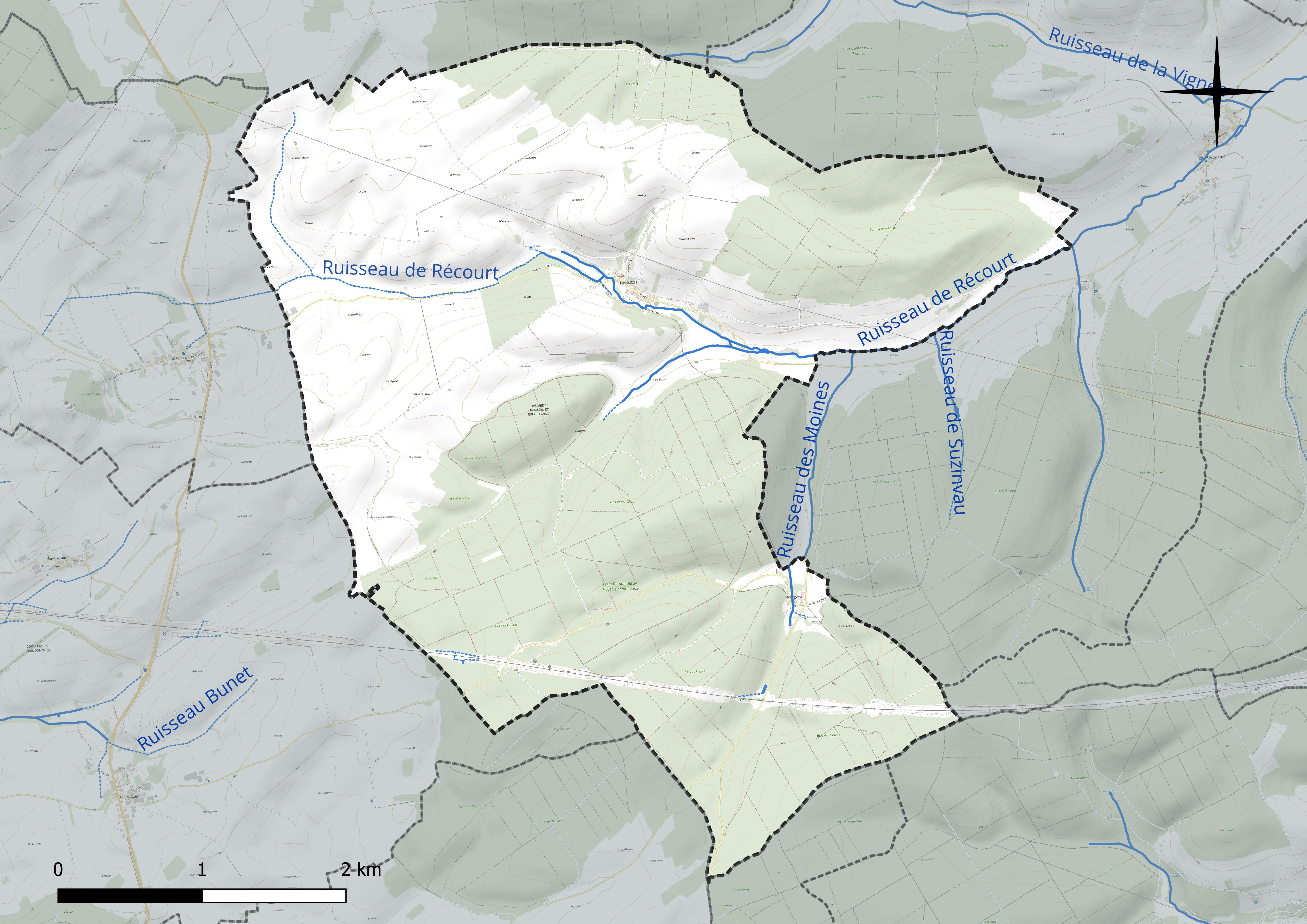
Réseau hydrographique de Rambluzin-et-Benoite-Vaux.

### Climat
Pour des articles plus généraux, voir Climat du Grand Est et Climat de la Meuse.
En 2010, le climat de la commune est de type climat de montagne, selon une étude du Centre national de la recherche scientifique s'appuyant sur une série de données couvrant la période 1971-2000. En 2020, Météo-France publie une typologie des climats de la France métropolitaine dans laquelle la commune est exposée à un climat océanique altéré et est dans la région climatique  Lorraine, plateau de Langres, Morvan, caractérisée par un hiver rude (1,5 °C), des vents modérés et des brouillards fréquents en automne et hiver. 
Pour la période 1971-2000, la température annuelle moyenne est de 9,5 °C, avec une amplitude thermique annuelle de 15,7 °C. Le cumul annuel moyen de précipitations est de 1 020 mm, avec 14,2 jours de précipitations en janvier et 9,9 jours en juillet. Pour la période 1991-2020, la température moyenne annuelle observée sur la station météorologique de Météo-France la plus proche, « Chaumont_sapc », sur la commune de Chaumont-sur-Aire à 10 km à vol d'oiseau, est de 10,8 °C et le cumul annuel moyen de précipitations est de 850,0 mm. 
La température maximale relevée sur cette station est de 41,1 °C, atteinte le 25 juillet 2019 ; la température minimale est de −15,5 °C, atteinte le 20 décembre 2009,,. 
Les paramètres climatiques de la commune ont été estimés pour le milieu du siècle (2041-2070) selon différents scénarios d'émission de gaz à effet de serre à partir des nouvelles projections climatiques de référence DRIAS-2020. Ils sont consultables sur un site dédié publié par Météo-France en novembre 2022.

## Urbanisme

### Typologie
Au 1er janvier 2024, Rambluzin-et-Benoite-Vaux est catégorisée commune rurale à habitat dispersé, selon la nouvelle grille communale de densité à sept niveaux définie par l'Insee en 2022.
Elle est située hors unité urbaine. Par ailleurs la commune fait partie de l'aire d'attraction de Verdun, dont elle est une commune de la couronne,. Cette aire, qui regroupe 103 communes, est catégorisée dans les aires de moins de 50 000 habitants,.

### Occupation des sols
L'occupation des sols de la commune, telle qu'elle ressort de la base de données européenne d’occupation biophysique des sols Corine Land Cover (CLC), est marquée par l'importance des forêts et milieux semi-naturels (54,6 % en 2018), une proportion sensiblement équivalente à celle de 1990 (55,3 %). La répartition détaillée en 2018 est la suivante : 
forêts (54,6 %), terres arables (38,2 %), prairies (6,9 %), zones agricoles hétérogènes (0,3 %). L'évolution de l’occupation des sols de la commune et de ses infrastructures peut être observée sur les différentes représentations cartographiques du territoire : la carte de Cassini (XVIIIe siècle), la carte d'état-major (1820-1866) et les cartes ou photos aériennes de l'IGN pour la période actuelle (1950 à aujourd'hui).

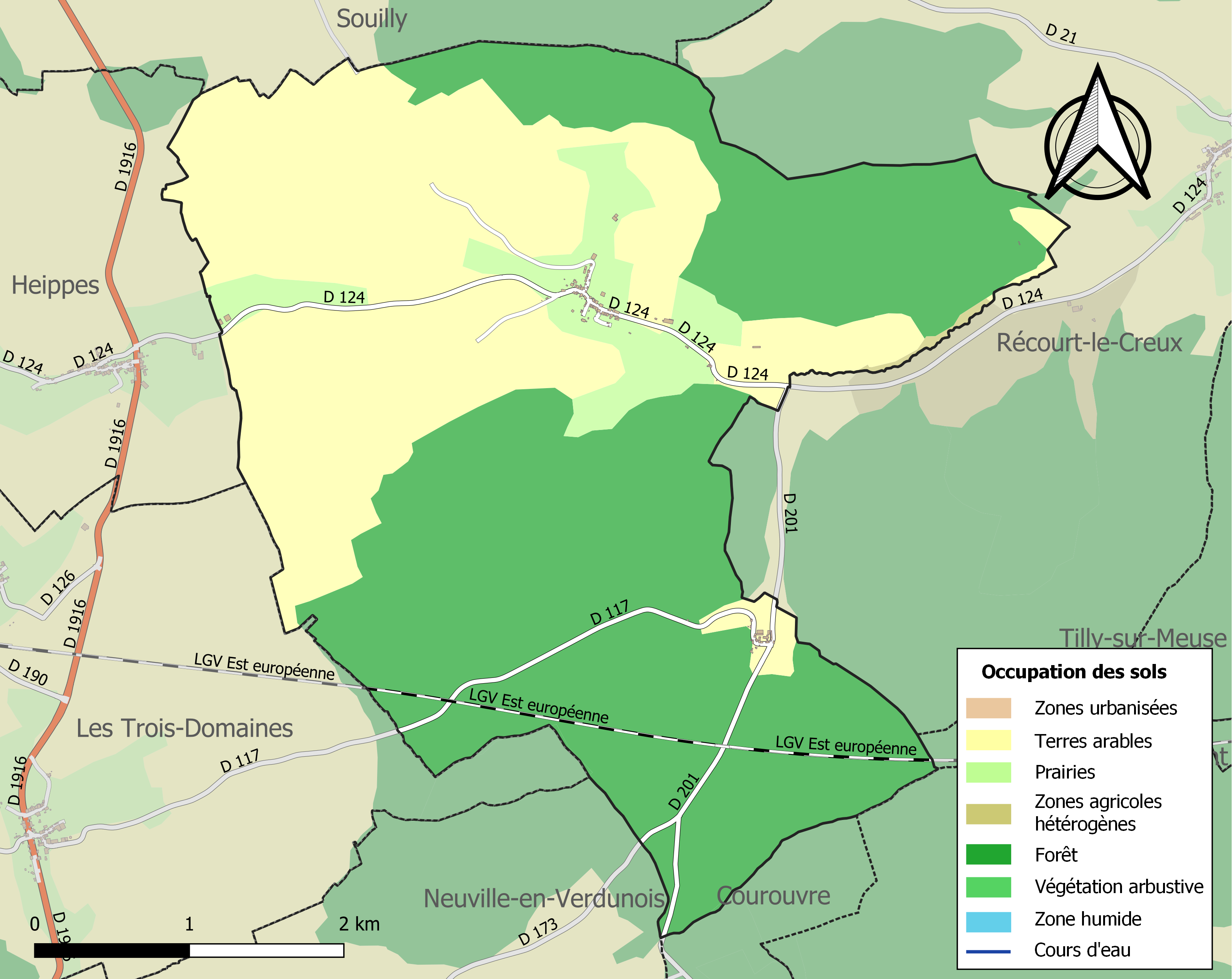
Carte des infrastructures et de l'occupation des sols de la commune en 2018 (CLC).

## Toponymie
Le nom de la localité est attesté sous les formes Ramblausin, Rambauclin (1180) ; Rambleuvissin (1200) ; Ramblevisin (1200) ; Ranblevisium (1232) ; Ramblusin (1304) ; Ramblivizin (1336) ; Ranbeuvoisin (1549) ; Rambluzinum (1642) ; Rambleuzin (1656) ; Rambluzianum, Rambluziacum (1738) ; Ramblusinium (1749).

Le nom de cette commune laisse penser que son origine remonte aux invasions franques, il s'agit d'une altération du germanique Rampel Haussen, signifiant « les maisons isolées ».
Benoîte-Vaux est un ancien hameau de la commune, attesté sous les formes « Locum Benedictæ-Vallis qui antiquitus Martin-Han vocabatur » (1180) ; Benedicta-Vallis (1278) ; Notre-Dame-de-Benoiste-Vaulx (XVIe siècle) ; Benoistevaux (1641) ; Notre-Dame-de-Benoistevaux (1700) ; Benoiste-Vaux (1738) ; Benoît-Vaux (1743), où se trouve une église de pèlerinage. C'est aussi le nom d'une fontaine qui prend sa source un peu au-dessus du hameau qui depuis l'origine est associée à la démarche des Pèlerins.

Benedicta vallis « Vallée bénite » que la piété populaire transforma en Benoiste-Vaux.

## Histoire
Longtemps et jusqu'au XVIIIe siècle, ce village fut une frontière entre le comté-évêché de Verdun et le comté puis duché de Bar.
Le pèlerinage à Notre-Dame-de-Benoite-Vaux attirait dès le XVIIe siècle des foules accourues entre autres de Nancy lors des grandes crises politiques de la guerre de Trente Ans.
Au XIXe siècle, ce village connut une expansion liée à l'exploitation forestière et au travail du bois (bois tournés). Une entreprise, tenue par la famille Périn, originaire de la Woëvre, comptait entre 1880 et 1914 plus d'une centaine d'ouvriers. Cette même famille Périn était bien celle qui comptait parmi ses membres le maire de Verdun à la veille et au début de la Révolution française. Les batailles dévastatrices de la Grande Guerre qui se déroulèrent autour de Verdun, furent la véritable cause du déclin de son industrie du bois et l'entreprise Périn cessa toute activité au début des années 1960 alors qu'elle n'était déjà plus que l'ombre de ce qu'elle avait été un demi-siècle plus tôt.
La période révolutionnaire à Rambluzin a servi de canevas historique à l'œuvre d'André Theuriet.
Rambluzin absorbe Benoite-Vaux en 1834.

## Politique et administration
| Période                                  | Période  | Identité            | Étiquette | Qualité  |
| ---------------------------------------- | -------- | ------------------- | --------- | -------- |
| Les données manquantes sont à compléter. |          |                     |           |          |
| avant 1988                               | ?        | Jean Leroux         |           |          |
| juin 1995                                | mai 2020 | Jean-Michel Norbert | DVD       |          |
| mai 2020                                 | En cours | Thiphanie Banel     |           | Employée |

## Population et société

### Démographie
L'évolution du nombre d'habitants est connue à travers les recensements de la population effectués dans la commune depuis 1793. Pour les communes de moins de 10 000 habitants, une enquête de recensement portant sur toute la population est réalisée tous les cinq ans, les populations de référence des années intermédiaires étant quant à elles estimées par interpolation ou extrapolation. Pour la commune, le premier recensement exhaustif entrant dans le cadre du nouveau dispositif a été réalisé en 2006.

En 2022, la commune comptait 86 habitants, en évolution de −14 % par rapport à 2016 (Meuse : −4,4 %, France hors Mayotte : +2,11 %).
| 1793 | 1800 | 1806 | 1821 | 1831 | 1836 | 1841 | 1846 | 1851 |
| ---- | ---- | ---- | ---- | ---- | ---- | ---- | ---- | ---- |
| 326  | 329  | 387  | 383  | 460  | 468  | 492  | 474  | 464  |

| 1856 | 1861 | 1866 | 1872 | 1876 | 1881 | 1886 | 1891 | 1896 |
| ---- | ---- | ---- | ---- | ---- | ---- | ---- | ---- | ---- |
| 459  | 474  | 491  | 467  | 430  | 436  | 421  | 421  | 399  |

| 1901 | 1906 | 1911 | 1921 | 1926 | 1931 | 1936 | 1946 | 1954 |
| ---- | ---- | ---- | ---- | ---- | ---- | ---- | ---- | ---- |
| 380  | 330  | 302  | 233  | 253  | 218  | 209  | 188  | 194  |

| 1962 | 1968 | 1975 | 1982 | 1990 | 1999 | 2006 | 2011 | 2016 |
| ---- | ---- | ---- | ---- | ---- | ---- | ---- | ---- | ---- |
| 208  | 166  | 130  | 106  | 98   | 99   | 97   | 89   | 100  |

| 2021 | 2022 | - | - | - | - | - | - | - |
| ---- | ---- | - | - | - | - | - | - | - |
| 93   | 86   | - | - | - | - | - | - | - |

## Culture locale et patrimoine

### Lieux et monuments
- L'église Saint-Simplice de Rambluzin, construite en 1899.
- L'église de l'Annonciation de la Sainte Vierge de Benoite-Vaux est le lieu d'un pèlerinage fort ancien et très populaire en Lorraine, est classée au titre des monuments historiques depuis 1983[22].
- Le chemin de croix de Benoite-Vaux est inscrit au titre des monuments historiques depuis 1998[23].
- L'église Notre-Dame-des-Familles, construite en 1994 de Benoite-Vaux.

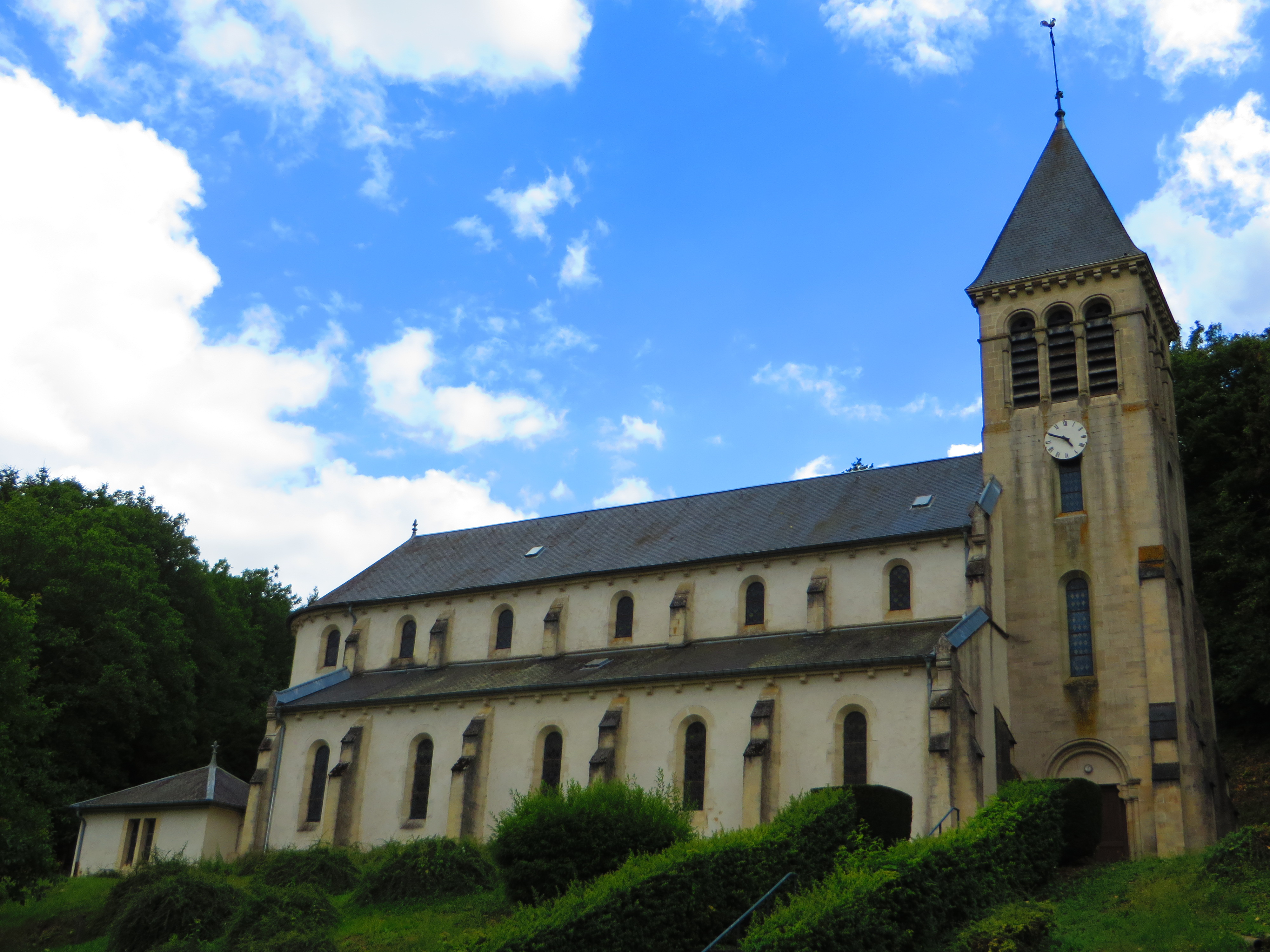
L'église Saint-Simplice de Rambluzin.
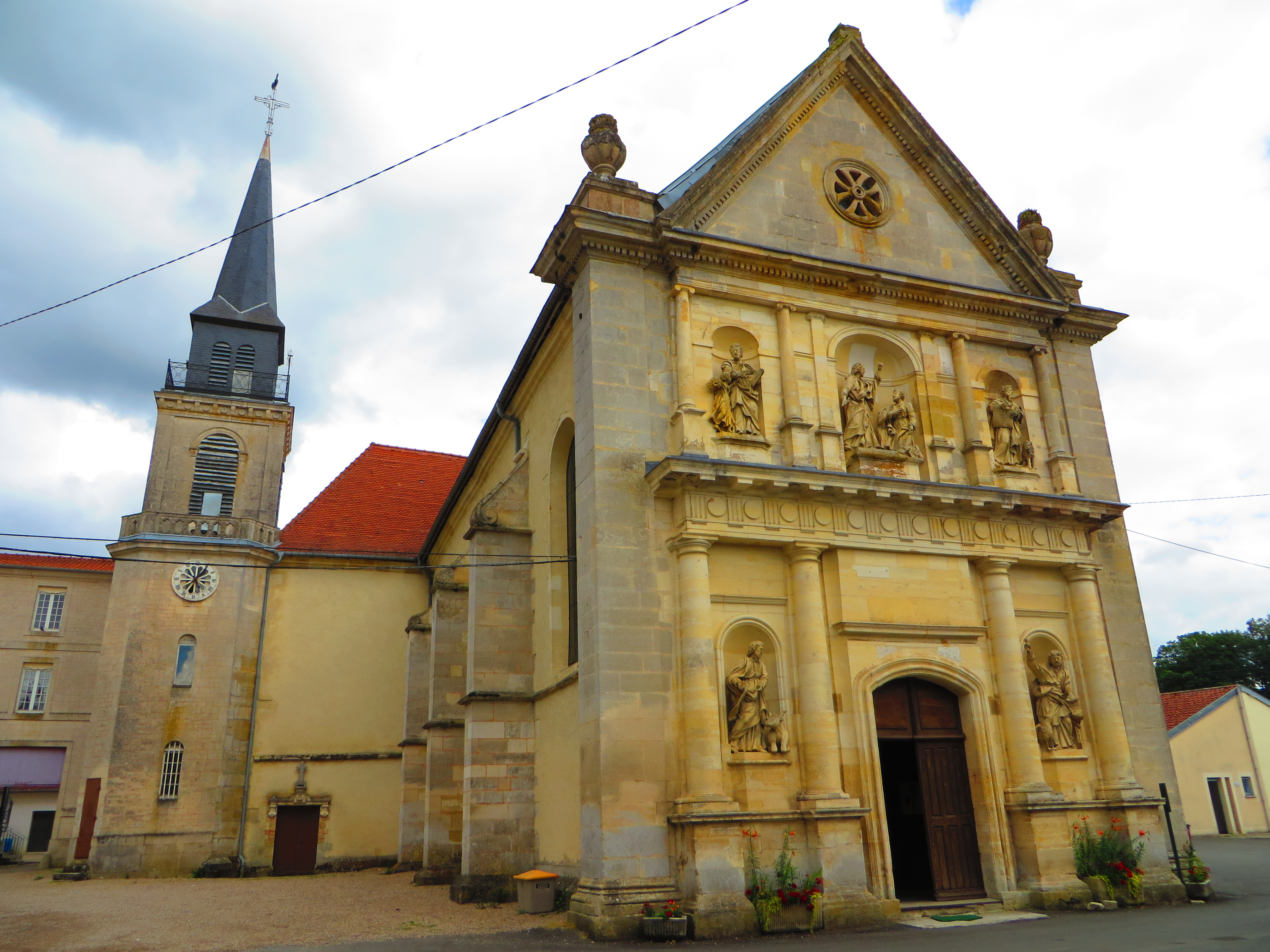
L'église Notre-Dame de Benoite-Vaux.
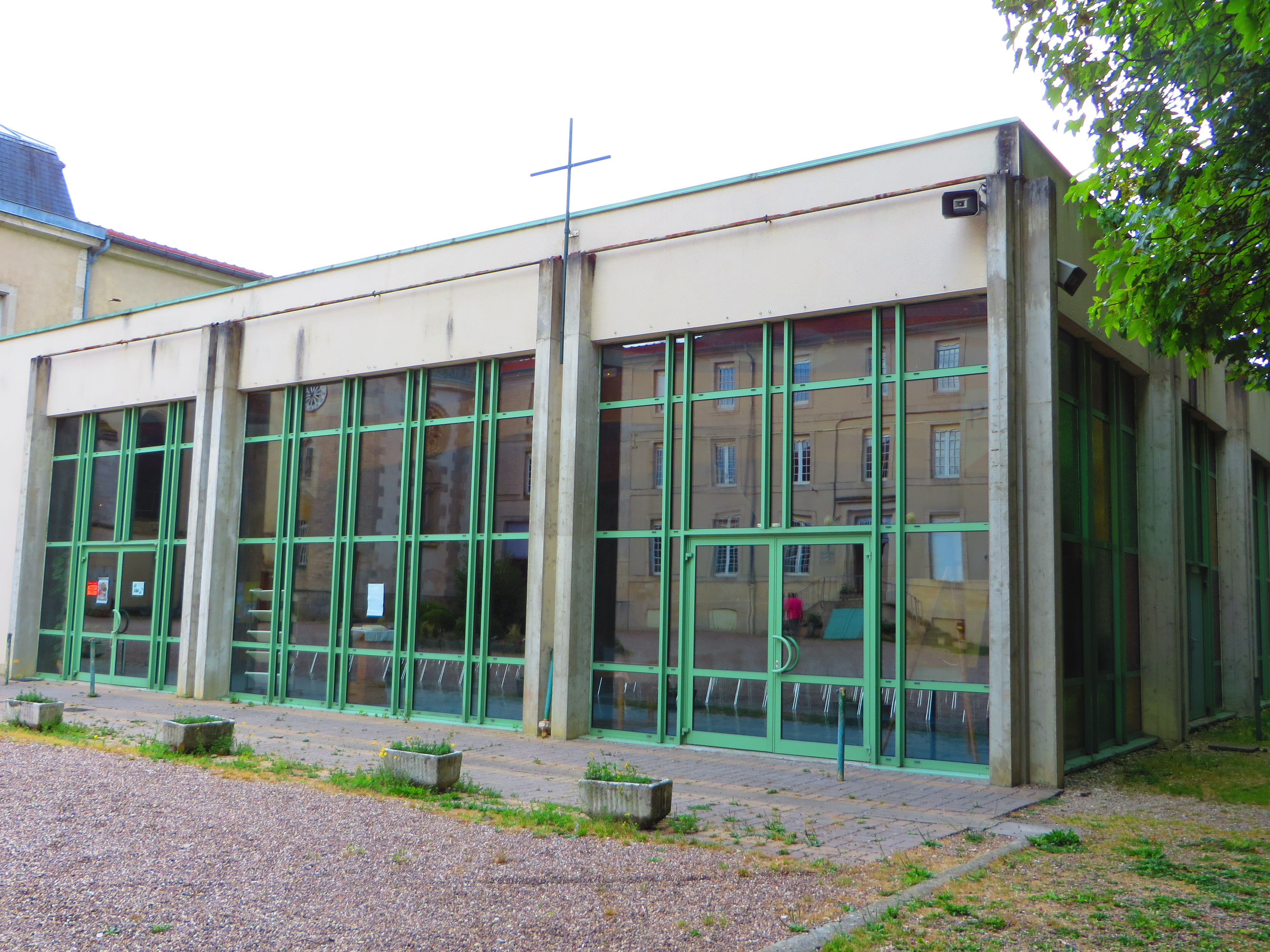
L'église Notre-Dame-des-Familles de Benoite-Vaux.
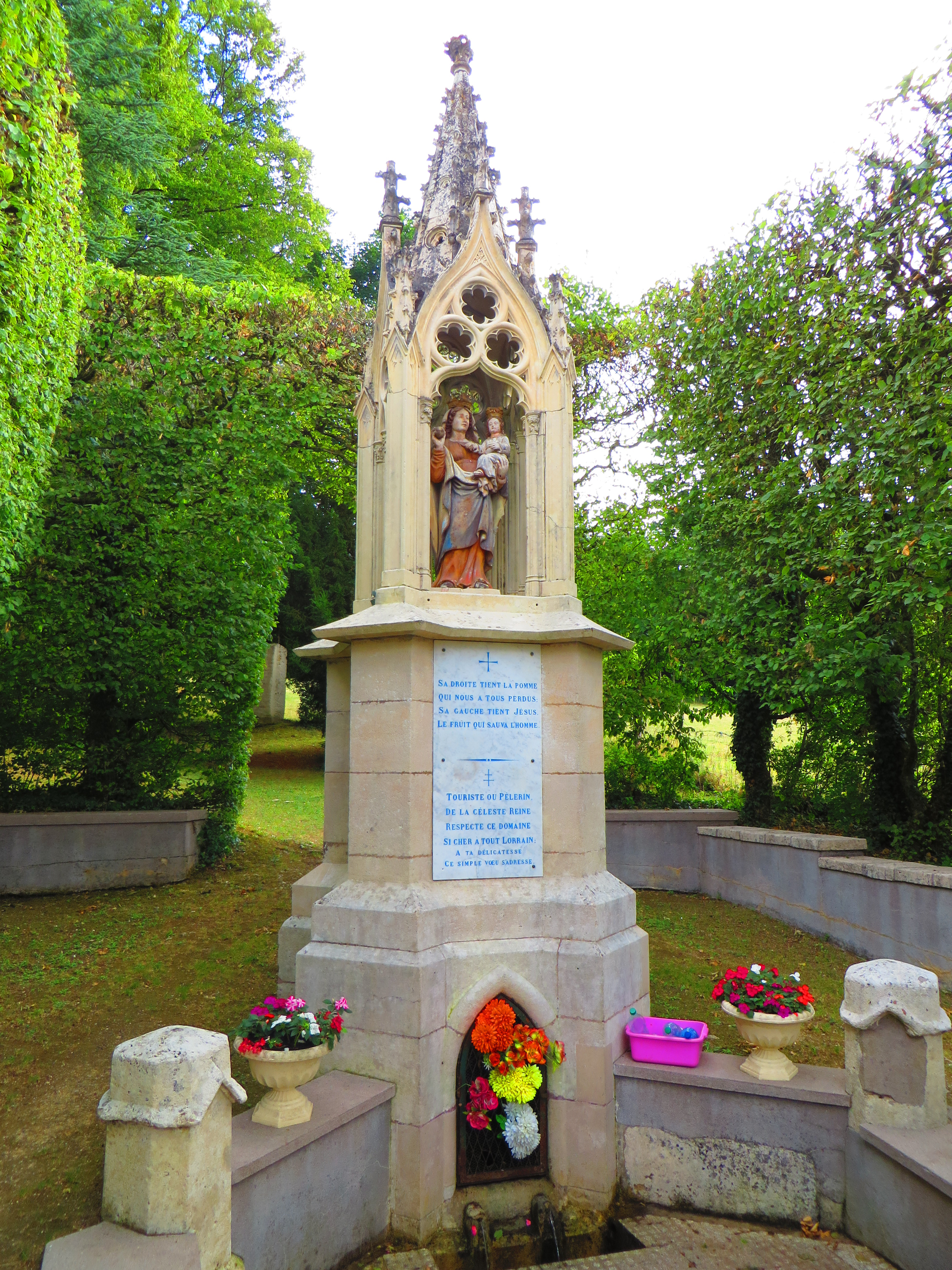
La fontaine miraculeuse de Benoite-Vaux.
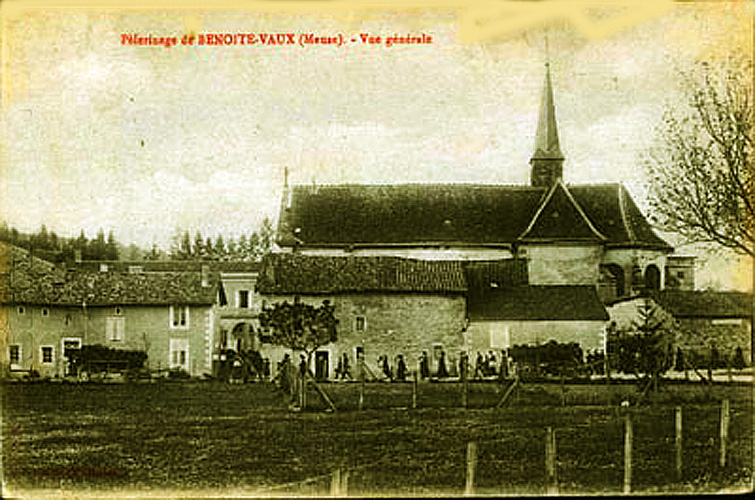
Pèlerinage à Notre-Dame de Benoite-Vaux.

### Héraldique, logotype et devise
| Blason de Rambluzin-et-Benoite-Vaux | Blason  | D'azur à la lettre M antique d'or entrelacée avec un A d'argent, couronnées d'or et accostées de deux crosses affrontées d'or, celle de dextre posée en bande, celle de senestre posée en barre, en chef, et à la roue de moulin d'or accostée de deux plumes d'argent, celle de dextre posée en bande, celle de senestre posée en barre, en pointe. |
| Blason de Rambluzin-et-Benoite-Vaux | Détails | Création Robert André Louis et Dominique Lacorde adoptée le 11 juin 2019. |
| Blason de Rambluzin-et-Benoite-Vaux | Alias   | D'azur à la Vierge couronnée tenant son enfant Jésus sur son bras senestre et une pomme dans sa main dextre, le tout d'or sur une terrasse de même. |